# Kebonrowo Pucang
Kebonrowo Pucang is een bestuurslaag in het regentschap Pekalongan van de provincie Midden-Java, Indonesië. Kebonrowo Pucang telt 4563 inwoners (volkstelling 2010).